# Litauens socialdemokratiska parti
Litauens socialdemokratiska parti (litauiska: Lietuvos socialdemokratų partija, LSDP) är ett socialdemokratiskt politiskt parti i Litauen, grundat 2001. Partiet är medlem i både Socialistinternationalen och i Europeiska socialdemokratiska partiet (PES). Dess Europaparlamentariker sitter i Socialdemokratiska gruppen i Europaparlamentet (PES).
I valet till Litauens parlament 2008 fick partiet 11,73 % av rösterna, vilket gav dem 25 mandat, fem mer än i valet 2004.